# Louisville Shooters
I Louisville Shooters sono stati una franchigia di pallacanestro della GBA, con sede a Louisville, nel Kentucky, attivi dal 1991 al 1992.
Rinuncirono a partecipare ai i play-off nel 1991-92. Giocarono tre partite nella stagione 1992-93, prima di dichiarare fallimento.

## Stagioni
| Stagione | Lega | Denominazione       | V  | P  | %    | Piazzamento | Play-off        |
| -------- | ---- | ------------------- | -- | -- | ---- | ----------- | --------------- |
| 1991-92  | GBA  | Louisville Shooters | 35 | 29 | 54,7 | 2º          | non partecipano |
| 1992-93  | GBA  | Louisville Shooters | 0  | 3  | 0,0  | 8º          | -               |